# Andreas Schöggl
Andreas Schöggl LC (* 22. Oktober 1974 in Herzogsdorf, Oberösterreich) ist Ordensprovinzial (Territorialdirektor) für Mittel- und Westeuropa der Legionäre Christi.

## Leben
Andreas Schöggl trat nach seiner Matura am Bischöflichen Gymnasium am Kollegium Petrinum in Linz 1993 der Ordensgemeinschaft der Legionäre Christi in Roetgen bei und studierte in Salamanca und Rom. Er war Assistent des Rektors im Studienzentrum des Athenaeum Regina Apostolorum, Verantwortlicher des Historischen Archivs und Studienpräfekt für die Theologiestudenten des Ordens.  Er empfing am 24. Dezember 2003 in Rom die Priesterweihe. Seine Heimatprimiz feierte er am 25. April 2004 in Altenberg bei Linz. Er absolvierte ein Aufbaustudium der Dogmatik. und übernahm kurzzeitig die Abteilung Kommunikation in der Generaldirektion der Legionäre Christi.
Von 2005 bis 2010 war er für die deutschsprachige Sektion des Staatssekretariats des Heiligen Stuhls tätig. Schöggl ist maßgeblich in den Erneuerungsprozess der Kongregation der Legionäre Christi eingebunden und seit 2010 Sekretär der Zentralkommission für die Überarbeitung der Konstitutionen der Legionäre Christi.
Andreas Schöggl wurde von Velasio Kardinal De Paolis, dem Päpstlichen Delegaten für die Ordenskongregation, als Nachfolger von Sylvester Heereman per 15. April 2012 zum neuen Ordensprovinzial (Territorialdirektor) für Mittel- und Westeuropa ernannt. Die Ernennung erfolgte nach Befragung der Mitglieder des Territoriums mit Zustimmung des Generalrats der Legionäre Christi.